# 霊山辛氏
霊山辛氏（ヨンサンシンし、朝鮮語: 영산 신씨）は、朝鮮の氏族の一つ。本貫は慶尚南道昌寧郡である。2015年の調査では、102,521人である（他に同系列の寧越辛氏は85,205人）。
始祖は、中国の隴西郡出身で、北宋の八学士の一人として高麗に入国した辛鏡であるという。辛鏡は、1138年に文科及第、金紫光禄大夫と門下侍郎平章事を任官され、貞懿という諡号を受け、昌寧郡の霊鷲山に定住し、霊山辛氏を創始した。しかし、多数の韓国の学者は朝鮮時代の学者・茶山丁若鏞が主張したように霊山辛氏も他の朝鮮半島の名字のように朝鮮半島の土着民が模華思想で中国の苗字を使ったと思っている。

## 人口分布と集姓村
人口数、割合はいずれも2015年統計。多くの自治体の総人口に占める比例が1%未満であるが、貫郷の慶尚南道昌寧郡（1,119人、総人口の2.01%）では2%を超えている。集姓村のある地域は以下の通りである。
- 京畿道楊平郡（596人、総人口の0.64%）
  - 江上面松鶴里
- 京畿道驪州市（300人、総人口の0.3%）
  - 大神面後浦里
- 慶尚北道金泉市（165人、総人口の0.13%）
  - 牙浦面
- 慶尚北道慶州市（518人、総人口の0.22%）
  - 江東面毛西里
- 全羅北道扶安郡（23人、総人口の0.05%）
  - 扶安邑東中里
- 忠清南道錦山郡（493人、総人口の0.98%）
  - 済原面水塘里
- 忠清北道曽坪郡（512人、総人口の1.62%）
  - 曽坪邑南次里
- 咸鏡南道利原郡
  - 遮湖邑浦項里[5]